# Upper Harbledown
Upper Harbledown est une localité du comté du Kent, en Angleterre.

## Histoire
Le village se trouve sur le tracé de l'ancienne voie romaine connue sous le nom de Watling Street, devenue la route A2 entre Londres, Canterbury et Douvres.